# Papaoutai
Papaoutai ([papautɛ] , storpiatura del francese Papa où t'es, lett. "Papà dove sei?") è un singolo del cantautore belga Stromae, pubblicato il 13 maggio 2013, primo estratto dall'album Racine carrée e secondo prodotto dall'autore. Il brano, divenuto estremamente popolare nel 2013, ha raggiunto il 1º posto nelle classifiche musicali in Belgio e in Francia, così come alte posizioni nelle classifiche di molti altri paesi.
La composizione è uno dei pezzi più rappresentativi dello stile di Stromae, che a un ritmo vivace contrappone un testo serio e una profonda riflessione psicosociale. Tema della canzone è l'assenza della figura paterna e l'impatto che essa ha sui figli; la canzone è per questo fortemente autobiografica, poiché ricalca il vissuto dell'infanzia dell'autore, il cui padre era stato ucciso nel genocidio del Ruanda mentre egli era ancora bambino.

## Etimologia
Papaoutai non è una parola esistente, ma inventata dall'autore tramite la figura retorica francese del trompe-oreilles ("inganna-orecchie"), un gioco di parole che per omofonia ricalca la domanda papa où t'es? ("papà dove sei?"). Il titolo richiama inoltre il termine empapaouter ("ingannare", spesso volgarmente inteso come "fottere"), che può essere usato come insulto (va te faire empapaouter = "vai a farti fottere").

## Produzione
Papaoutai è stato il primo singolo ad essere pubblicato dell'album Racine carrée il 13 maggio 2013. In seguito, sull'onda del successo della canzone, Stromae realizzò anche un remix del singolo con la rapper Angel Haze.
Come il resto delle canzoni di Racine carrée, anche Papaoutai tratta di un problema di vasta diffusione sociale, ovvero l'assenza di una figura genitoriale (in questo caso paterna). Per la composizione del brano Stromae è stato in parte ispirato dalle sue stesse esperienze di vita, poiché cresciuto solo dalla propria madre, mentre il padre aveva abbandonato la famiglia. Il cantautore ha comunque dichiarato che Papaoutai non è un brano strettamente autobiografico, in quanto riflette un fenomeno particolarmente diffuso della società occidentale.

## Descrizione

### Musica
Papaoutai è un 44 in si♭ minore (naturale) e presenta una notevole stratificazione ritmica.
Nel ritornello, cuore del brano, il ritmo e l'armonia sono segnati da un basso ostinato che esegue le fondamentali degli accordi della progressione VI-iv-VII-i (sol♭-mi♭-la ♭-si♭) su un ritmo sincopato formato da figure di 3+5 ottavi (6+10 sedicesimi):
Al basso si sovrappone un hook melodico che chiarisce l'armonia e spezza il ritmo in uno schema di 3+3+3+3+4 sedicesimi:
La linea del canto segue un ritmo acefalo, innestandosi sul secondo tempo delle prime tre battute dopo l'esecuzione della nota sul tempo forte al basso:

### Video musicale

#### Svolgimento
Nel video musicale del singolo, che ha luogo in un piccolo sobborgo idilliaco dai colori sfumati, viene mostrato un bambino che cerca in ogni modo di interagire col padre (interpretato dallo stesso Stromae), il quale siede immobile su una poltrona con un'espressione e una posa immobili che ricordano quelli di un manichino. Il bambino compie varie azioni per tentare di far reagire il padre, come tirargli una palla o parlargli in modo aggressivo, ma nulla sembra avere effetto. Mentre il bambino tenta invano di suscitare una qualsiasi reazione nel genitore, all'esterno della loro casa vengono costantemente mostrate altre coppie genitori-figli che invece appaiono molto affiatate, esibendosi anche in vari balli davanti al bambino solo. Nel finale, dopo aver solo immaginato una reazione del padre, il bambino rinuncia ai tentativi di animarlo e si siede al suo fianco assumendo la stessa rigida posizione.

#### Coreografia
La coreografia del singolo, curata da Marion Motin, è particolarmente studiata: all'immobilità assoluta del padre del bambino si contrappongono i balli sfrenati degli altri personaggi, contribuendo così a creare un senso di alienazione nel protagonista. Stromae, rinomato per la sua abilità nella danza, riesce a caratterizzare il suo personaggio nel senso opposto, mantenendosi estremamente rigido ed eseguendo movimenti robotici e innaturali anche nella scena in cui il figlio lo immagina finalmente reattivo. Come rivelato dal regista del video Raf Reyntjens, inizialmente non era previsto che Stromae recitasse nella clip, ma alla fine, ritenendo l'uso di un fantoccio e di effetti speciali non soddisfacente, scelse di parteciparvi. Durante le successive esecuzioni dal vivo della canzone, il cantautore si è spesso fatto introdurre al pubblico venendo trasportato immobile sul palco fingendo di essere un manichino.

### Testo

#### Parole e stile
(Stromae, Papaoutai)
Il brano è cantato in prima persona. Il ritornello consiste in una ripetizione quasi ossessiva del titolo della canzone, Papaoutai, che formulato come una litania torna ad assumere il valore di domanda ("papà dove sei?") del figlio nei confronti del padre. Ciò è evidenziato nel video musicale, in cui al ritornello si abbinano immagini dall'alto valore simbolico, come le esibizioni delle coppie modello di genitori-figli e la sospirata reazione del padre (che in realtà avviene solo nell'immaginazione del protagonista). Se accostato al termine volgare empapaouter, il ritornello potrebbe essere interpretabile anche come uno sfogo esasperato del cantante.
Come per altre canzoni di Stromae, anche Papaoutai presenta un forte contrasto tra la vivacità della musica e la serietà dell'argomento che tratta, divenendo quindi esponente dello stile peculiare dell'autore, costituito da un misto di rap, hip pop e musica africana, da alcuni critici definito come «danza del male» o «danza del suicidio».

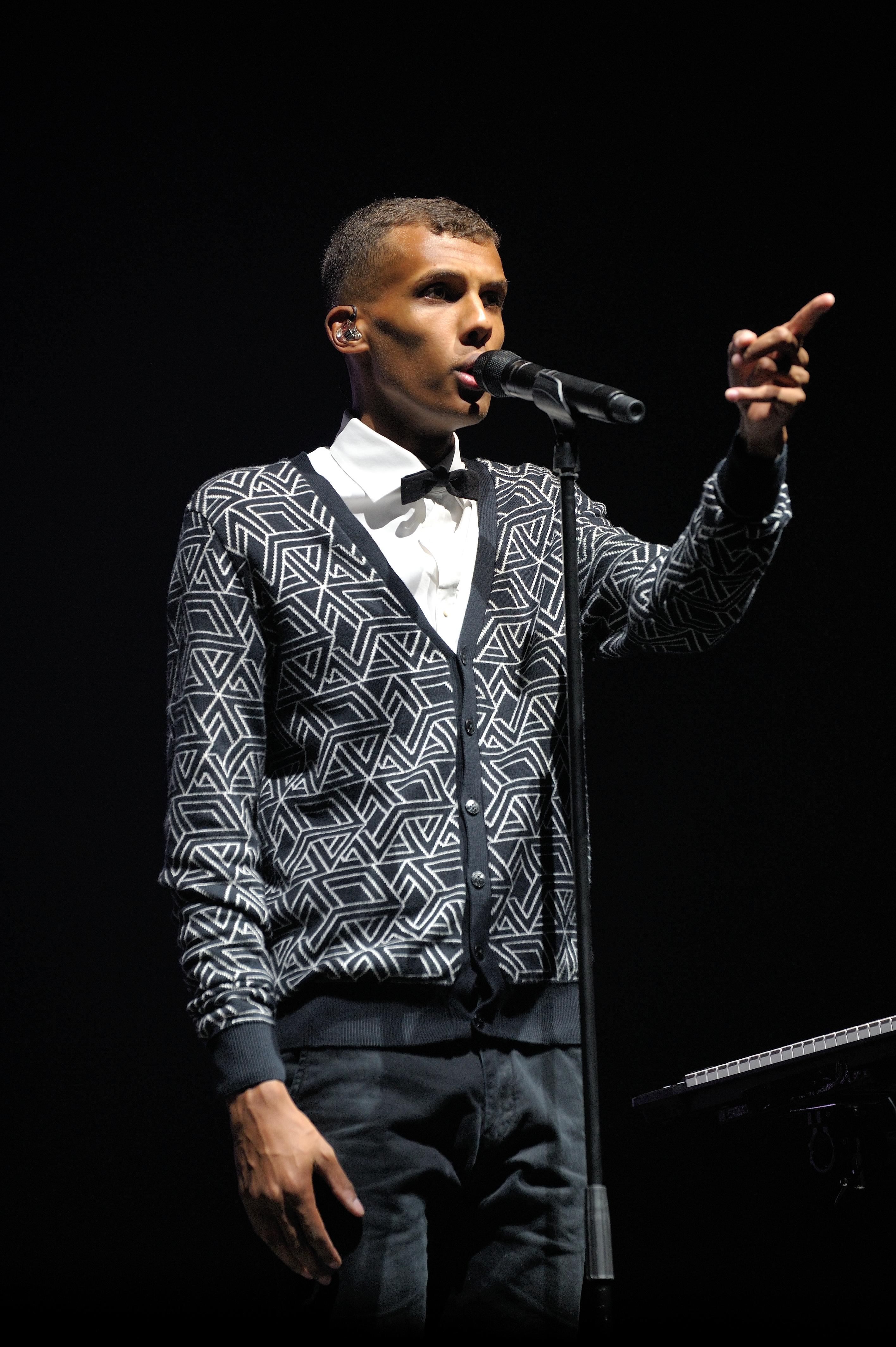
Stromae durante un'esibizione (2014)

#### Significato
I controversi significati della canzone e soprattutto del video rimasero nascosti fino a quando Stromae, dopo insistenti domande della stampa, li rivelò in un'intervista: il video è una rielaborazione da parte dell'artista della sua infanzia vissuta in mancanza del padre, che aveva lasciato la famiglia tornando nel paese d'origine, il Ruanda, finendo poco dopo ucciso nel genocidio del 1994. Stromae inizialmente era ignaro del tragico destino del padre, poiché la madre per anni gli disse solamente che il genitore era "via per lavoro".
Soprattutto il video musicale chiarisce il senso della canzone, contrapponendo il rapporto disfunzionale tra il bambino protagonista e il padre inanimato e quello invece idilliaco e mitizzato delle altre coppie genitori-figli che compaiono durante la canzone, le quali costituiscono il modello di come una famiglia dovrebbe essere. Il ricordo del padre, benché egli sia assente, è onnipresente nella vita del figlio ed è incarnato dal manichino. La rinuncia finale del bambino e la sua imitazione dell'immobilità del padre simboleggiano quindi gli effetti negativi che l'assenza del genitore può avere sul figlio, favorendo l'apprendimento di comportamenti deleteri e l'insorgenza di traumi emotivi, spersonalizzazione, solitudine.
Da un punto di vista più ampio, Papaoutai può rappresentare non solo la tristezza per l'assenza del genitore, ma anche la nostalgia per un passato perduto che possa in parte sanare il dolore provato, far comprendere gli errori commessi e quindi correggersi in tempo («Ditemi da dove veniva [mio padre] / e saprò dove sto andando»).

## Popolarità e diffusione
Papaoutai si dimostrò una delle principali hit europee del 2013, dominando le classifiche musicali di vari Stati del continente. Il video musicale della canzone venne caricato su YouTube il 6 giugno 2013, e per l'anno successivo era già diventato il video di lingua francese più popolare al mondo con 120 milioni di visualizzazioni. Al 2019 manteneva ancora il primato con 666 milioni di visualizzazioni. Nel 2023 aveva raggiunto il miliardo di visualizzazioni, venendo tuttavia surclassato dal videoclip di Dernière danse della cantante francese Indila (al 2024 1,1 miliardi di visualizzazioni, circa 100 milioni in più di Papaoutai). Per lunghi periodi il brano ha inoltre dominato le classifiche delle canzoni più ascoltate su iTunes, mantenendosi stabilmente nelle classifiche dei singoli più ascoltati di vari paesi anche nel 2014, e in Francia fino al 2015.
Il video musicale di Papaoutai vinse il Festival international du film francophone de Namur del 2013, e venne nominato agli NRJ Music Award del 2014 come video dell'anno e agli UK Music Video Awards come migliore coreografia. La canzone collezionò inoltre numerose nomination, come quella come Festival Anthem of the Year allo Europe Festival Awards del 2014.
Papaoutai, data la sua grande popolarità, è stata oggetto anche di numerosi remix, come quello del 2014 dei Pentatonix, e cover, come quella del 2014 di Erza Muqoli per i provini di France's Got Talent e del 2020 di Froukje Veenstra. Sono state prodotte anche parodie da parte della televisione francese, di canali YouTube e persino del personale dell'ospedale di Les Lilas. Papaoutai viene citata nella canzone Europapa di Joost Klein, inizialmente prevista partecipante all'Eurovision Song Contest 2024 prima della squalifica del cantante; il brano, come quello di Stromae, riprende la tematica della mancanza della figura paterna. Interpretazioni e usi impropri della canzone sono stati disapprovati dall'autore, come è avvenuto nel 2019 quando Papaoutai venne suonata a una manifestazione contro l'inseminazione artificiale tenuta a Parigi.

## Tracce

### Download digitale
Di seguito, secondo Spotify, le tracce del singolo:
1. Papaoutai[16] – 3:51
2. Papaoutai (Extended)[44] – 6:18
3. Papaoutai (Nicolaz Remix)[45] – 5:52
4. Papaoutai (Liam Summers Remix)[46] – 4:04
5. Papaoutai (Mistique Remix)[47] – 5:00

### 7"
Il singolo è stato pubblicato anche come vinile assieme alla sua versione strumentale:
1. Papaoutai
2. Papaoutai (instrumental)

## Formazione
Di seguito la formazione del gruppo che ha realizzato il brano:
- Stromae – voce
- Papa Dizzy – chitarra
- Aron Ottignon – tastiera

## Classifiche

### Classifiche settimanali
| Classifica (2013–2014) | Posizione massima |
| ---------------------- | ----------------- |
| Austria                | 3                 |
| Belgio (Fiandre)       | 3                 |
| Belgio (Vallonia)      | 1                 |
| Canada                 | 70                |
| Finlandia              | 4                 |
| Francia                | 1                 |
| Germania               | 6                 |
| Italia                 | 10                |
| Libano                 | 14                |
| Lussemburgo            | 2                 |
| Paesi Bassi            | 2                 |
| Repubblica Ceca        | 10                |
| Russia                 | 2                 |
| Spagna                 | 36                |
| Svizzera               | 4                 |
| Ungheria               | 29                |

### Classifiche di fine anno
| Classifica (2013) | Posizione |
| ----------------- | --------- |
| Austria           | 44        |
| Belgio (Fiandre)  | 9         |
| Belgio (Vallonia) | 1         |
| Francia           | 4         |
| Paesi Bassi       | 6         |
| Russia            | 56        |
| Svizzera          | 22        |
| Ucraina           | 83        |
| Classifica (2014) | Posizione |
| Belgio (Fiandre)  | 57        |
| Belgio (Vallonia) | 34        |
| Francia           | 36        |
| Italia            | 36        |
| Paesi Bassi       | 72        |
| Russia            | 121       |
| Svizzera          | 36        |
| Classifica (2015) | Posizione |
| Francia           | 156       |

### Annotazioni
1. ↑  Cosiddetto doppio tresillo in sedicesimi, schema derivato dal jazz e dal ragtime, cfr. (EN) Richard Cohn, A Platonic Model of Funky Rhythms (PDF), in MTO, vol. 22, n. 2, giugno 2016,  p. 7. URL consultato il 6 agosto 2024. Un 3+3+3+3+2+2 si realizza con la sovrapposizione della voce.

### Riferimenti
1. ↑  (EN) Papaoutai, su AllMusic, All Media Network.
2. 1 2 3 4 5 6 7 8 9 10 11   Lucia Romanello, Papaoutai, la tragica storia che ha cambiato la vita di Stromae, su zon.it, 13 novembre 2019.
3. 1 2  (FR) Fabrice Lafitte, Stromae - Papaoutai, su histoiredeschansons.com, 13 maggio 2013.
4. ↑  (EN) Papaoutai, su British Phonographic Industry. URL consultato il 2 dicembre 2022.
5. ↑  (PT) Stromae – Certificados, su Pro-Música Brasil. URL consultato il 17 luglio 2024.
6. ↑  (EN) Stromae - Papaoutai – Gold & Platinum, su Recording Industry Association of America. URL consultato il 18 marzo 2021.
7. ↑  (DE) Stromae - Papaoutai – Gold & Platin, su IFPI Austria. URL consultato il 1º febbraio 2025.
8. ↑  (NL) GOUD EN PLATINA - singles 2013, su Ultratop. URL consultato il 18 marzo 2021.
9. ↑  (EN) Papaoutai – Gold/Platinum, su Music Canada. URL consultato l'8 aprile 2025.
10. ↑  (DA) Papaoutai, su IFPI Danmark. URL consultato il 9 novembre 2021.
11. ↑   Papaoutai (certificazione), su FIMI. URL consultato il 12 gennaio 2021.
12. ↑  (NL) Database: Goud, Platina & Diamant, su Nederlandse Vereniging van Producenten en Importeurs van beeld- en geluidsdragers. URL consultato il 15 gennaio 2025.
13. ↑  (EN) Stromae - Papaoutai: Awards Record, su El Portal de Música, Productores de Música de España. URL consultato il 15 gennaio 2025.
14. ↑  (DE) Edelmetall, su Schweizer Hitparade. URL consultato il 18 marzo 2021.
15. ↑  (FR) Fabrice Lafitte, Stromae - Papaoutai, su histoiredeschansons.com, 13 maggio 2013.
16. 1 2 3 4   (FR) Stromae, Papaoutai, 6 giugno 2013.
17. 1 2  Lescure 2014, cap. Papaoutai, p. 1.
18. 1 2 3 4  Lamothe 2023, p. 11.
19. 1 2 3  Prak-Derrington 2021, p. 251.
20. 1 2 3 4 5 6 7 8 9 10  Lescure 2014, cap. Papaoutai, p. 2.
21. ↑   (FR, EN) Stromae e Angel Haze, Papaoutai, 18 settembre 2022.
22. 1 2 3  Burnett 2017, p. 79.
23. ↑  (EN) Samuel Wright, Music, Hodder Education, 2021, ISBN 9781510475519.
24. 1 2  Lamothe 2023, p. 12.
25. 1 2 3 4 5 6  Stevens 2023, p. 285.
26. 1 2 3 4 5 6   Stromae - Papaoutai, su significatocanzoni.it, 2013.
27. 1 2 3  Angel 2019, p. 2.
28. 1 2 3 4  Lescure 2014, cap. Papaoutai, p. 3.
29. ↑  Léger 2014, p. 127.
30. 1 2  Burnett 2017, p. 80.
31. 1 2 3 4 5 6 7  Galliani 2023.
32. ↑  Prak-Derrington 2021, p. 250.
33. ↑  Léger 2014, p. 126.
34. ↑  Lescure 2014, cap. Papaoutai, pp. 1-2.
35. ↑   (FR) Indila, Dernière Danse.
36. ↑  (EN) David Knight, UK Music Video Awards 2013: here are the nominations..., su promonews.tv, 1º ottobre 2013.
37. ↑  (EN) The Shortlists Announced!, su eu.festivalawards.com, 11 novembre 2013. URL consultato il 24 agosto 2024 (archiviato dall'url originale il 29 novembre 2014).
38. ↑  (FR) Pentatonix, Papaoutai (remix), su youtube.com, 25 settembre 2014.
39. ↑   Erza Muqoli, Papaoutai, 16 dicembre 2014.
40. ↑   Froukje Veenstra, Papaoutai, 10 giugno 2020.
41. ↑   Joost Klein si proclama “Europapa”: il significato della canzone dell’Olanda all’Eurovision 2024, su deejay.it, 9 maggio 2024.
42. ↑  (EN) Belgian singer Stromae to sue French conservatives who used his song at anti-artificial insemination demonstration, su brusselstimes.com, 15 ottobre 2019.
43. ↑   Papaoutai, su open.spotify.com, 1º gennaio 2013.
44. ↑   (FR) Stromae, Papaoutai (Extended), 4 settembre 2018.
45. ↑   (FR) NicolazVideoChannel, Papaoutai (Nicolaz Remix), 16 ottobre 2013.
46. ↑   (FR) Liam Summers, Papaoutai (Liam Summers Remix), 4 settembre 2018.
47. ↑   (FR) Mistique, Papaoutai (Mistique Remix), 4 settembre 2018.
48. ↑  (EN) Stromae - Papaoutai, su merchbar.com, 28 gennaio 2022.
49. ↑  (DE) Stromae - Papaoutai, su austriancharts.at, austriancharts.com. URL consultato il 2 giugno 2014.
50. ↑  (NL) Stromae - Papaoutai, su ultratop.be. URL consultato il 2 giugno 2014.
51. ↑  (FR) Stromae - Papaoutai, su ultratop.be. URL consultato il 2 giugno 2014.
52. ↑  (EN) Stromae – Chart history, su Billboard, Penske Media Corporation. URL consultato il 2 giugno 2014.
Cliccare sulla freccia all'interno della casella nera per visualizzare la classifica desiderata.
53. ↑  (EN) Stromae - Papaoutai, su finnishcharts.com. URL consultato il 2 giugno 2014.
54. ↑  (FR) Stromae - Papaoutai, su lescharts.com. URL consultato il 2 giugno 2014.
55. ↑  (DE) Stromae - Papaoutai, su offiziellecharts.de, Media Control Charts. URL consultato il 2 giugno 2014.
56. ↑   Classifica Italiana, su fimi.it. URL consultato il 5 agosto 2024 (archiviato dall'url originale il 14 luglio 2014).
57. ↑  (EN) Stromae, su olt20.com.
58. ↑  (EN) Stromae - Chart history (Luxembourg Digital Song Sales), su Billboard. URL consultato il 25 gennaio 2025 (archiviato dall'url originale il 21 dicembre 2019).
59. ↑  (NL) Stromae - Papaoutai, su dutchcharts.nl. URL consultato il 2 giugno 2014.
60. ↑  (CS) Hitparáda - RADIO TOP100 Oficiální, su ifpicr.cz, IFPI. URL consultato il 2 giugno 2014.
61. ↑  (EN) Tophit 2013, su archive.wikiwix.com.
62. ↑  (EN) Stromae - Papaoutai, su spanishcharts.com. URL consultato il 2 giugno 2014.
63. ↑  (EN) Stromae - Papaoutai, su hitparade.ch. URL consultato il 2 giugno 2014.
64. ↑  (HU) Single Top 40 slágerlista, su slagerlistak.hu.
65. ↑  (DE) JAHRESHITPARADE SINGLES 2013, su austriancharts.at, austriancharts.com. URL consultato il 2 giugno 2014.
66. ↑  (NL) JAAROVERZICHTEN 2013, su ultratop.be. URL consultato il 2 giugno 2014.
67. ↑  (FR) RAPPORTS ANNUELS 2013, su ultratop.be. URL consultato il 2 giugno 2014.
68. ↑  (FR) FRANCE : QUI A VENDU LE PLUS DE SINGLES EN 2013 À CE JOUR ?, su ozap.com, Pure Mèdias. URL consultato il 2 giugno 2014.
69. ↑  (NL) JAAROVERZICHTEN - SINGLE 2013, su dutchcharts.nl. URL consultato il 2 giugno 2014.
70. ↑  (RU, EN) Top Radio Hits Russia Annual Chart, su tophit.com, 2013. URL consultato il 5 agosto 2024 (archiviato dall'url originale il 28 marzo 2023).
71. ↑  (DE) Schweizer Jahreshitparade 2013, su hitparade.ch. URL consultato il 5 agosto 2024.
72. ↑  (UK, EN) Top Radio Hits Ukraine Annual Chart, su tophit.com, 2013. URL consultato il 5 agosto 2024 (archiviato dall'url originale il 29 marzo 2023).
73. ↑  (NL) JAAROVERZICHTEN 2014, su ultratop.be. URL consultato il 5 agosto 2024.
74. ↑  (FR) RAPPORTS ANNUELS 2014, su ultratop.be. URL consultato il 5 agosto 2024.
75. ↑  (FR) Top Singles, su snepmusique.com. URL consultato il 5 agosto 2024 2014.
76. ↑   CLASSIFICHE ANNUALI 2014 "TOP OF THE MUSIC" FIMI-GfK: UN ANNO DI MUSICA ITALIANA, su fimi.it. URL consultato il 19 gennaio 2015 (archiviato dall'url originale il 12 gennaio 2015).
77. ↑  (NL) JAAROVERZICHTEN - Single 2014, su dutchcharts.nl. URL consultato il 5 agosto 2024.
78. ↑  (RU, EN) Top Radio Hits Russia Annual Chart, su tophit.com, 2014. URL consultato il 5 agosto 2024 (archiviato dall'url originale il 1º aprile 2023).
79. ↑  (DE) Schweizer Jahreshitparade 2014, su hitparade.ch. URL consultato il 5 agosto 2024.
80. ↑  (FR) Top Singles, su snepmusique.com. URL consultato il 5 agosto 2024 2014.